# Dasypops schirchi
Dasypops schirchi – gatunek płaza bezogonowego z rodziny wąskopyskowatych (Microhylidae), jedyny przedstawiciel rodzaju Dasypops.

## Występowanie
Gatunek ten występuje endemicznie na wybrzeżu Brazylii, w stanach Espírito Santo i Bahia do wysokości 60 m n.p.m. Jest gatunkiem lądowym. Zamieszkuje tropikalne lasy (także lasy wtórne) i ich obrzeża (oprócz otwartych przestrzeni).

## Status
W Czerwonej księdze gatunków zagrożonych IUCN płaz ten od 2023 roku klasyfikowany jest jako gatunek najmniejszej troski (LC, ang. Least Concern); wcześniej, od 2004 roku uznawano go za gatunek narażony (VU, ang. Vulnerable).
Trend liczebności populacji oceniany jest jako spadkowy. Głównym zagrożeniem dla gatunku jest utrata siedlisk wskutek działalności człowieka (rolnictwo, wyrąb lasów), choć obecnie na mniejszą skalę, niż miało to miejsce w przeszłości.